# Институт физики имени Л. В. Киренского СО РАН
Институт физики имени Л. В. Киренского СО РАН — один из научно-исследовательских институтов Красноярского научного центра Сибирского отделения Российской академии наук. Расположен в Красноярске.

## Общие сведения
Основные направления научной деятельности института соответствуют утверждённым программам СО РАН. В рамках актуальных проблем физики конденсированных сред происходит работа по физике диэлектриков, магнитных материалов и наноструктур; физического материаловедения — изучение материалов для электронной техники и спинтроники, сверхпроводящих материалов; актуальных проблем оптики, радиофизики и лазерной физики — радиофизические методы диагностики окружающей среды, физика фотонных кристаллов, новые оптические материалы, технологии и приборы.

## История
Институт создан 12 октября 1956 года на основании Постановления Президиума Академии наук СССР по инициативе и под руководством Леонида Васильевича Киренского. Первыми лабораториями, которые заложили основы формирования научных направлений Института были лаборатории физики магнитных явлений (зав. лаб. Л. В. Киренский), биофизики (зав. лаб. И. А. Терсков) и спектроскопии (зав. лаб. А. В. Коршунов). В 1959 г. была организована 4-я лаборатория — кристаллофизики (зав. лаб. К. С. Александров). Вместе с институтом открыта научная библиотека, первая в Красноярском научном центре. В её фондах более 100 тыс. томов научной литературы, среди которой переданные в общественное достояние личные библиотеки крупнейших учёных: академика Л. В. Киренского (1909—1969), профессора Красноярского пединститута Б. Ф. Цомакиона (1879—1955), профессора Томского университета И. А. Соколова (1881—1957).

### Директоры
За время существования институт возглавляли следующие учёные:
- 1956—1969 — академик Л. В. Киренский
- 1969—1981 — член-корр. (с 1981 — академик) АН СССР И. А. Терсков
- 1981—2003 — академик К. С. Александров
- 2003—2011 — Шабанов, Василий Филиппович, академик РАН, профессор, доктор физико-математических наук[1].
- 2011—2017 — доктор физико-математических наук Н. В. Волков.
- С 2017 года — доктор физико-математических наук Д. А. Балаев.

## Структура
В составе института около 15 различных лабораторий:
- Лаборатория кристаллофизики
- Лаборатория резонансных свойств магнитоупорядоченных веществ
- Лаборатория радиоспектроскопии и спиновой электроники
- Лаборатория аналитических методов исследования вещества (фулерены, плазмо-химический реактор, очистка цветного проката, индукционный нагрев и плавка)
- Лаборатория молекулярной спектроскопии
- Лаборатория когерентной оптики
- Лаборатория электродинамики и СВЧ-электроники (производство и проектирование микрополосковых полосно-пропускающих фильтров)
- Лаборатория радиофизики дистанционного зондирования Земли
- Лаборатория физики магнитных явлений
- Лаборатория магнитодинамики
- Лаборатория сильных магнитных полей
- Лаборатория физики магнитных плёнок
- Лаборатория теоретической физики
- Лаборатория теории нелинейных процессов
- Научная библиотека
- Печатно-издательский отдел
- Группа научно-технической информации и патентный отдел
- Оптический цех
- Криогенная станция

## Сотрудники
В институте работают 2 академика РАН, 1 чл-корр. РАН, 30 докторов наук и 85 кандидатов наук, действуют аспирантура и докторантура по 5 специальностям.

## Дирекция
- Директор — доктор физико-математических наук, Балаев Дмитрий Александрович (с 2017 года).
- Зам. директора по научной работе:
  - Вьюнышев Андрей Михайлович, кандидат физико-математических наук;
  - Варнаков Сергей Николаевич, кандидат технических наук.
- Руководитель научного направления «Фотоника»:
  - Зырянов Виктор Яковлевич, профессор, доктор физико-математических наук.
- Руководитель научного направления «Магнетизм»:
  - Овчинников Сергей Геннадьевич, профессор, доктор физико-математических наук.
- Ученый секретарь:
  - Злотников Антон Олегович, кандидат физико-математических наук.

## Награды

Золотая медаль и диплом конкурса «100 лучших организаций России. Наука. Инновации. Научные разработки.»

- Золотая медаль и диплом конкурса «100 лучших организаций России. Наука. Инновации. Научные разработки.» в номинации «100 лучших научно-исследовательских учреждений и организаций России». (Санкт-Петербург, 2010 г.)